# 6. јул
6. јул (6.7.) је 187. дан године по грегоријанском календару (188. у преступној години). До краја године има још 178 дана.

## Догађаји
- 371. п. н. е. — Тебанци су победили Спартанце у бици код Леуктре у Боетији, чиме је ослабљен утицај Спарте у Грчкој.
- 1274 — Византијски цар Михаило VIII Палеолог склопио црквену унију са папством у арелатском граду Лиону.
- 1415 — Јан Хус је спаљен на ломачи у Констанцу на основу одлуке сабора у Констанци због проповедања антикатоличких ставова.
- 1483 — Ричард III је крунисан за краља Енглеска.
- 1809 — Наполеон победио Аустрију у бици код Ваграма
- 1885 — Француски биолог и хемичар Луј Пастер први пут је успешно применио вакцину против беснила на људском бићу, деветогодишњем Жозефу Мајстеру из Алзаса.
- 1908 — У Турској је почела „Младотурска револуција“ под вођством млађих официра и интелектуалаца незадовољних владавином султана Абдула Хамида II.
- 1919 — Први ваздухоплов који је прелетео Атлантик, британски дирижабл „Р-34“ спустио се на Рузвелтову пољану у Њујорку.
- 1923 — Званично је проглашено оснивање СССР-a (Савез Совјетских Социјалистичких Република), на основу одлуке Првог свесавезног конгреса совјета крајем 1922.
- 1928 — У Њујорку је одржана премијера филма Светла Њујорка, првог звучног филма у историји кинематографије.
- 1941 — Немачка је покренула офанзиву да опколи неколико совјетских армија код Смоленскa.
- 1944 — У пожару који је у главном шатору циркуса „Ringling Brothers and Barnum & Bailey“ изазвао гутач ватре, у америчком граду Хартфорд у Конектикату, погинуло је 167 људи.
- 1964 — Британски протекторат у Африци Вејсланд је, под називом Малави, постао независна држава у оквиру Британског комонвелта.
- 1967 — У Нигерији је почео грађански рат због проглашења независности Источне Нигерије (Бијафра).
- 1988 — У експлозији нафтне платформе „Пајпер Алфа“ у британском делу Северног мора, погинуло је 167 људи.
- 1989 — Сарајевска поп група Мерлин одржала концерт на Ташмајдану
- 1990 — Председник Бугарске Петар Младенов поднео је оставку због оптужби да је наредио да се тенковима растуре антивладини протести.
- 1999 — Припадници међународних мировних снага у Босни ухапсили су у Бањалуци лидера Народне странке и посланика у Скупштини Републике Српске Радослава Брђанина и изручили га Међународном суду за ратне злочине у Хагу.
- 2000 —
  - Скупштина СР Југославије усвојила је амандмане на Устав којима је тадашњем председнику Слободану Милошевићу омогућено да се поново кандидује за председника СР Југославије.
  - Талас врућина који је захватио Југозападну Европу, са температурама ваздуха и до 45 °C, проузроковао је смрт 25 људи и многе пожаре.
- 2005 — Драган Стојковић изабран за председника фудбалског клуба Црвена звезда

## Рођења
- 1796 — Николај I Павлович, цар Русије (1825—1855). (прем. 1855)[1]
- 1838 — Ватрослав Јагић, хрватски филолог и слависта. (прем. 1923)[2]
- 1859 — Вернер фон Хајденштам, шведски књижевник, добитник Нобелове награде за књижевност (1916). (прем. 1940)[3]
- 1886 — Марк Блок, француски историчар. (прем. 1944)[4]
- 1886 — Едвард Русјан, словеначки пилот и ваздухопловни пионир и конструктор. (прем. 1911)
- 1907 — Фрида Кало, мексичка сликарка. (прем. 1954)[5]
- 1921 — Ненси Реган, америчка глумица, супруга 40. председника САД Роналда Регана. (прем. 2016)[6]
- 1923 — Војћех Јарузелски, пољски генерал и политичар, шеф пољске државе (1981—1990). (прем. 2014)[7]
- 1927 — Џенет Ли, америчка глумица, певачица, плесачица и списатељица. (прем. 2004)[8]
- 1935 — Тензин Гјатсо, 14. Далај Лама.[9]
- 1937 — Нед Бејти, амерички глумац. (прем. 2021)[10]
- 1940 — Нурсултан Назарбајев, казахстански политичар, 1. председник Казахстана (1991—2019).[11]
- 1944 — Бернхард Шлинк, немачки правник и књижевник.[12]
- 1946 — Џорџ В. Буш, амерички политичар и бизнисмен, 43. председник САД.[13]
- 1946 — Силвестер Сталоне, амерички глумац, редитељ, сценариста и продуцент.[14]
- 1951 — Џефри Раш, аустралијски глумац.[15]
- 1965 — Теофил Панчић, српски новинар, колумниста и књижевни критичар. (прем. 2025).
- 1970 — Рожер Цицеро, немачки џез музичар. (прем. 2016)[16]
- 1971 — Млађан Шилобад, српски кошаркаш.[17]
- 1974 — Зе Роберто, бразилски фудбалер.[18]
- 1975 — 50 Cent, амерички хип хоп музичар.[19]
- 1976 — Димитрије Бањац, српски глумац, комичар и сценариста.
- 1976 — Рори Делап, енглеско-ирски фудбалер.[20]
- 1977 — Макс Мирни, белоруски тенисер.[21]
- 1979 — Кевин Харт, амерички глумац и стендап комичар.[22]
- 1979 — Горан Шпрем, хрватски рукометаш.[23]
- 1980 — Пау Гасол, шпански кошаркаш.
- 1980 — Ева Грен, француска глумица и модел.[24]
- 1981 — Јелена Костанић Тошић, хрватска тенисерка.[25]
- 1984 — Жанг Хао, кинески клизач.
- 1987 — Кејт Неш, енглеска музичарка.[26]
- 1992 — Урош Витас, српски фудбалер.[27]
- 2000 — Зајон Вилијамсон, амерички кошаркаш.[28]

## Смрти
- 1189 — Хенри II, енглески краљ 1154-89. (рођ. 1133)[29]
- 1415 — Јан Хус, чешки реформатор. (рођ. отприлике 1369)[30]
- 1533 — Лодовико Ариосто, италијански ренесансни песник. (рођ. 1474)[31]
- 1535 — Томас Мор, енглески хуманиста и писац. (рођ. 1478)[32]
- 1553 — Едвард VI, енглески краљ 1547-53. (рођ. 1537)[33]
- 1854 — Георг Ом, немачки физичар. (рођ. 1789)[34]
- 1893 — Ги де Мопасан, француски писац. (рођ. 1850)[35]
- 1947 — Милосав Јелић, српски четник, књижевник, ратни песник. (рођ. 1883)[36]
- 1962 — Вилијам Фокнер, амерички писац. (рођ. 1897)[37]
- 1971 — Луј Армстронг, амерички џез музичар, трубач и певач. (рођ. 1901)[38]
- 1973 — Ото Клемперер, немачки диригент. (рођ. 1885)[39]
- 1989 — Јанош Кадар, мађарски комунистички политичар, генерални секретар Мађарске социјалистичке радничке партије 1956-89. (рођ. 1912)[40]
- 2005 — Клод Симон, француски књижевник, добитник Нобелове награде за књижевност 1985. године. (рођ. 1913)[41]

## Празници и дани сећања
- Српска православна црква слави:
  - Свету мученицу Агрипину
  - Свете мученике Евстохија, Гаја и друге са њима
  - Спомен иконе Пресвете Богородице Владимирске (види )
  - Повест о покајању Теофила